# Кралёв Брод (район Галанта)
Кра́лёв Брод (словац. Kráľov Brod) — деревня района Галанта Трнавского края Словакии.

## Население
| Год:                | 1994 | 2004    | 2014    | 2024    |
| ------------------- | ---- | ------- | ------- | ------- |
| Количество человек: | 1169 | 1167    | 1122    | 1059    |
| Разница:            |      | −0,17 % | −3,85 % | −5,61 % |